# Liste der Kulturdenkmale in Wangelau
In der Liste der Kulturdenkmale in Wangelau sind alle Kulturdenkmale der schleswig-holsteinischen Gemeinde Wangelau (Kreis Herzogtum Lauenburg) aufgelistet (Stand: 10. März 2025).

## Legende
In den Spalten befinden sich folgende Informationen:
- Objekt-ID: die Nummer des Kulturdenkmales
- Lage: die Adresse des Kulturdenkmales und die geographischen Koordinaten. Kartenansicht, um Koordinaten zu setzen. In der Kartenansicht sind Kulturdenkmale ohne Koordinaten mit einem roten Marker dargestellt und können in der Karte gesetzt werden. Kulturdenkmale ohne Bild sind mit einem blauen Marker gekennzeichnet, Kulturdenkmale mit Bild mit einem grünen Marker.
- Offizielle Bezeichnung: Bezeichnung des Kulturdenkmales
- Beschreibung: die Beschreibung des Kulturdenkmales
- Bild: ein Bild des Kulturdenkmales

## Sachgesamtheiten
| Objekt-ID | Lage                                              | Offizielle Bezeichnung | Beschreibung | Bild |
| --------- | ------------------------------------------------- | ---------------------- | --- | ---- |
| 23520     | Dorfstraße 10, 10a (53° 27′ 12″ N, 10° 32′ 47″ O) | Hofanlage Koch         | Hofanlage Koch; ab 1864; historisches und regionaltypisches Ensemble bestehend aus Haupthaus, Fachwerkscheune, Fachwerkremise und Stallgebäude; mit Einfriedung mit Granitpfeilern - Begründung: geschichtlich, Kulturlandschaft prägend - Schutzumfang: Haupthaus mit Einfriedung und Granitpfeilern, Fachwerkremise, Stallgebäude (Dorfstraße 10); Fachwerkscheune (Dorfstraße 10a) | BW   |

## Bauliche Anlagen
| Objekt-ID | Lage                                         | Offizielle Bezeichnung | Beschreibung | Bild |
| --------- | -------------------------------------------- | ---------------------- | --- | ---- |
| 32256     | Dorfstraße 3 (53° 27′ 17″ N, 10° 32′ 59″ O)  | Fachhallenhaus         | Fachhallenhaus; Mitte 19. Jh.; regionaltypisches Fachhallenhaus mit Mauerwerksausfachung unter reetgedecktem Kurzwalmdach; mit Nebengebäude und Hausbäumen - Begründung: geschichtlich, Kulturlandschaft prägend - Schutzumfang: Fachhallenhaus, Nebengebäude, Hausbäume - Denkmaltyp: Bauliche Anlage                     | BW   |
| 23519     | Dorfstraße 9c (53° 27′ 15″ N, 10° 32′ 51″ O) | Ehemalige Schmiede     | ehem. Schmiede; 1917; eingeschossiger, traufständiger Backsteinbau unter Satteldach am historischen Dorfanger der Gemeinde Wangelau - Begründung: geschichtlich, städtebaulich - Schutzumfang: gesamtes Objekt - Denkmaltyp: Bauliche Anlage                                                                               | BW   |
| 35800     | Dorfstraße 10 (53° 27′ 12″ N, 10° 32′ 47″ O) | Haupthaus              | Haupthaus; ab 1846; regionaltypisches Backsteinhallenhaus mit Wirtschafts- und Wohnteil unter Satteldach; mit Einfriedung mit Granitpfeilern - Begründung: geschichtlich, Kulturlandschaft prägend - Schutzumfang: Haupthaus, Einfriedung mit Granitpfeilern - Denkmaltyp: Bauliche Anlage, Sachgesamtheit: Hofanlage Koch | BW   |

## Quelle
- Liste der Kulturdenkmale in Schleswig-Holstein – Herzogtum Lauenburg (PDF)

- Karte mit allen Koordinaten:
- OSM |
- WikiMap